# Kashima Soccer Stadium
Kashima Soccer Stadium (jap. カシマサッカー スタジアム Kashima Sakkā Sutajiamu) – stadion piłkarski znajdujący się w japońskim mieście Kashima. Na co dzień mecze na tym obiekcie rozgrywane są przez drużynę Kashima Antlers.

## Historia
Rozegrano tu trzy mecze Mistrzostw Świata 2002:
Mecze fazy grupowej:
- 2 czerwca:  Argentyna 1:0 Nigeria
- 5 czerwca:  Niemcy 1:1 Irlandia
- 8 czerwca:  Włochy 1:2 Chorwacja